# Araneus grossus
Araneus grossus este o specie de păianjeni din genul Araneus, familia Araneidae. A fost descrisă pentru prima dată de C. L. Koch, 1844. Conform Catalogue of Life specia Araneus grossus nu are subspecii cunoscute.